# Rassemblement National Démocratique
Rassemblement National Démocratique este un partid politic din Algeria.
Liderul partidului este Ahmed Ouyahia.
La alegerile parlamentare din anul 2002, partidul a obținut 610 461 de voturi (8.2 %, 47 locuri).
La alegerile prezidențiale din anul 2004, Abdelaziz Bouteflika, candidatul partidului, a câștigat, obținând 8 651 723 de voturi (85 %).